# 天使たちのビッチ・ナイト
『天使たちのビッチ・ナイト』（原題:The Little Hours）は、2017年に公開されたアメリカ合衆国のコメディ映画である。監督はジェフ・ベイナ、主演はアリソン・ブリーが務めた。本作はジョヴァンニ・ボッカッチョが14世紀半ばにまとめた物語集『デカメロン』の3日目の章の1話と2話を原作としている。

## 概略
1347年、イタリアのガルファニャーナ。同地には、トマッソ神父が運営する女子修道院があった。修道女のアレッサンドラは父親の命令で修道院に入ることになったため、修道院での生活に対して不満を抱いていた。また、修道女ジネーヴラは同性愛者のユダヤ人で、修道女フェルナンダは精神状態が不安定であった。3人はあっという間に意気投合し、定期的に庭師を虐めて憂さ晴らしをしていたが、その結果、耐えきれなくなった庭師が辞職してしまった。
時を同じくして、ルニジャーナでは召使いのマセットが主人の妻と性行為を行ったという理由で捕まっていた。マセットは隙を見て脱走し、その道中でトマッソ神父に出会った。神父は酔っ払った状態で外出し、川に転落してしまったのである。マセットはそんな神父を見かねて、彼を修道院まで連れて行った。神父は居場所のないマセットを庭師として雇うことにしたが、その際、「聾者のふりをしなさい。そうすれば、不届きな修道女たちと雖も、君を虐めようとはしないだろうから」と言った。
しかし、神父の指示に従ったばかりに、マセットは却ってアレッサンドラたちの関心を惹くことになった。その後、マセットはとんでもないトラブルに巻き込まれる羽目になった。

## キャスト
- アリソン・ブリー - 修道女アレッサンドラ
- デイヴ・フランコ - マセット
- ケイト・ミクーチ - 修道女ジネーヴラ
- オーブリー・プラザ - 修道女フェルナンダ
- ジョン・C・ライリー - トマッソ神父
- モリー・シャノン - 教母マレア
- フレッド・アーミセン - バルトロメオ司教
- ジェマイマ・カーク - マルタ
- ニック・オファーマン - ブルーノ卿
- ローレン・ウィードマン - フランチェスカ
- ポール・ライザー - イラーリオ
- アダム・パリー - 衛兵パオロ
- ポール・ワイツ - ルルコ
- ジョン・ガブラス - 衛兵グレゴリオ

## 製作
2016年4月26日、ジェフ・ベイナ監督が新作映画の撮影を既に終えており、配給権が第69回カンヌ国際映画祭で販売されることになったと報じられた。12月28日、ダン・ローマーが本作で使用される楽曲を手掛けるとの報道があった。

## 公開・興行収入
2017年1月19日、本作はサンダンス映画祭でプレミア上映された。26日、ガンパウダー&スカイが本作の全米配給権を獲得したと報じられた。4月18日、本作のオフィシャル・トレイラーが公開された。6月30日、本作は全米2館で限定公開され、公開初週末に5万6676ドル（1館当たり2万8338ドル）を稼ぎ出し、週末興行収入ランキング初登場33位となった。

## 評価
本作は批評家から好意的に評価されている。映画批評集積サイトのRotten Tomatoesには122件のレビューがあり、批評家支持率は78%、平均点は10点満点で6.49点となっている。サイト側による批評家の見解の要約は「才能ある俳優たちのお陰で、『天使たちのビッチ・ナイト』は一風変った笑いを沢山提供してくれる。同作の下品なユーモアは中世という時代設定に合ったものでありながら、驚くほどタイムリーな要素を含んでいる。」となっている。また、Metacriticには29件のレビューがあり、加重平均値は69/100となっている。